# Schizocosa ehni
Schizocosa ehni este o specie de păianjeni din genul Schizocosa, familia Lycosidae. A fost descrisă pentru prima dată de Lessert, 1933.
Este endemică în Angola. Conform Catalogue of Life specia Schizocosa ehni nu are subspecii cunoscute.